# Antonio Carrillo (músico)
Antonio Carrillo (Barquisimeto, Venezuela, 29 de octubre de 1892 - 13 de julio de 1962) fue un músico y compositor de Venezuela; y uno de los máximos exponentes de la Música Típica Larense, ejecutante de instrumentos de arco, de plectro y piano, compositor, instrumentista y director de agrupaciones de porte clásico y popular. Sus padres Manuel Castillo y Micaela Carrillo. Desde niño se hizo notar su gusto por la música, con su tía Trina Castillo, renombrada maestra de piano, aprendió teoría y solfeo, luego junto al Maestro Rafael Monasterios, dio sus primeros pasos aprendiendo a tocar el bandolín. A los 16 años tuvo su primera actuación como integrante de la Estudiantina "Las Diosas" y en 1910 era el primer bajo de la Banda del Estado Lara. Igualmente fue bajista en la Orquesta Mavare. Estudió composición y armonía y aprendió a copiar música con el Maestro Pedro Istúriz Meneses, y por su gran talento fue designado Primer Bombardino de la Banda. Al poco tiempo fue nombrado subdirector y en 1924 director de la Banda del Estado Lara, función que desempeñó hasta 1955. En 1953 estimuló y participó en la fundación de la Unión de Compositores Larenses. Su labor en la docencia y preocupación por las "Escuelas de Música" fue muy reconocida. Fundó la Escuela de Música de Duaca y fue director de la Banda Oficial de Duaca. Así mismo, se desempeñó como Director de la Escuela de Música de San Felipe e impartió clases en la Escuela de Música del Estado Lara, actual Conservatorio de Música Vicente Emilio Sojo.  Desaparece físicamente el 13 de julio de 1962 en Quíbor, Edo. Lara cuando compartía en la celebración de las Fiestas de San Juan acompañado de Músicos de amplia trayectoria en Casa del Maestro Juan Pablo Ceballos. Sus restos yacen sepultados en el cementerio Bella Vista o cementerio viejo de Barquisimeto, cuya tumba ostenta una obra escultórica titulada: "La Musa Enlutada" del artista plástico Enrique González.
De entre muchas de sus obras musicales y la letra de Vivas Toledo está el vals "Como llora una estrella" dedicada a quien sería su futura esposa la señorita 
Benilde Rivero. Es bueno mencionar que el Padre Carlos Borges, amigo de la familia fue quien le adjudicó el nombre a este vals

## Obras
- Abuelito.
- Aida.
- Ana Antonieta.
- Amistad.
- Amor fiel.
- Ana Adelaida.
- Canción Larense.
- Carmen Lucia.
- Como Llora una estrella.
- Dolores.
- Doña Sarita Única.
- EL Conde de Montecristo.
- El Duque de El.
- El Negro José.
- El Saltarín.
- Esperanza.
- Este es Gloria.
- Estrella mar.
- Evocación.
- Eukaris.
- Flácide.
- Flor otoñal.
- Fulgurante.
- Iraida.
- Juana Marina.
- La Duquesa de La.
- La Nena Ramos.
- Maritza.
- Muchacha vienesa.
- Nostalgia.
- Lente y Luz.
- Los Mastrantos.
- Luz Marina.
- Oro de Alquimia.
- Rositas.
- San Trifón.
- Serenata de Pascua.
- Silvia.
- Teresita.
- Vals en Mi.

## Juicio Crítico
Antonio Carrillo no fue un bandolinista más, en la ejecución del instrumento de su predilección, -el bandolín-, empleó todo el tecnicismo requerido, en sus oportunos portamentos, sus oportunos staccatos y la sonoridad de las dobles, triples y cuádruples cuerdas, aunados a esos característicos y exclusivos golpes de púa (o pajuela), daban a su ejecución un estilo personal y único.
Fue un instrumentista genial, quien superó la armonía valsística matizándola de audaces acordes. La transcripción que hace para piano y violín de una de sus composiciones más valiosas como lo es Serenata de Pascua, habla por sí sola de su alcance como compositor de altura.

## Origen del nombre:Como llora una estrella
Una madrugada de 1915, salió Antonio Carrillo de una fiesta musical en la casa de Don Teodosio Adames, abuelo de Vinicio Adames, para dirigirse a una esquina a una cuadra del sitio en compañía del guitarrista Rafael Mendoza. En aquel lugar, sentado en el piso de una estructura semi derruida y alumbrado con la luz de una vela escribió una melodía. En esa época era cura párroco del templo Inmaculada Concepción de Barquisimeto, el Padre Carlos Borges Requena, quien fue sorprendido una media noche de aquel año por las vibraciones sonoras del bandolín de Carrillo. Al levantarse y hacer pasar a la casa cural al maestro y su conjunto, aquel le dedicó esa pieza inédita y al levita preguntarle "¿cómo se llama?", Carrillo le contestó, "la traje para que usted le ponga nombre", y Borges la tituló Como llora una estrella.
Esta pieza fue popularizada internacionalmente en la voz del cantante azteca Marco Antonio Muñiz, quien la vocalizó con la letra del poeta Vivas Toledo de la población de Los Teques. La han grabado discograficamente con posterioridad una infinidad de artistas como Federico Britos y Arturo Sandoval.